# Хлорид брома
Хлорид брома — бинарное неорганическое соединение брома и хлора с формулой {\displaystyle {\ce {BrCl}}}, ядовитый жёлтый газ или желтовато-красная жидкость.

## Получение
- Действие хлора на жидкий бром с последующей фракционной дистилляцией:

{\displaystyle {\ce {Cl_{2}{+}Br_{2}->[0~^{\circ }{\text{C}}]2BrCl}}}

## Физические свойства
Растворяется в сероуглероде и диэтиловом эфире.

## Химические свойства
Обратимо разлагается при нагревании выше температуры кипения:
{\displaystyle {\ce {2BrCl <=> Br2 + Cl2}}}
С водой образует гидрат:
{\displaystyle {\ce {3BrCl + 23H_2O -> 3BrCl*23H_2O}}}
Реагирует со щелочами:
{\displaystyle {\ce {3BrCl + 6NaOH -> 3NaCl + 2NaBr + NaBrO_3 + 3H_2O}}}
С хлоридами тяжёлых щелочных металлов образует комплексы:
{\displaystyle {\ce {BrCl + CsCl <=> Cs[BrCl_2]}}}

## Применение
- Бром хлористый применяется в основном в системах очистки воды.
- Применяется в качестве пестицида.

## Физиологическое значение
Хлорид брома(I) весьма токсичен и в высоких концентрациях может вызывать ожоги слизистых оболочек и кожи; коррозионно-активен. Как и все интергалогениды, является сильным окислителем. ЛД50 на крысах — 89 мг/кг, ПДК в рабочей зоне — 0,5 мг/м³. Относится ко II классу опасности.